# Hermann II. (Cilli)

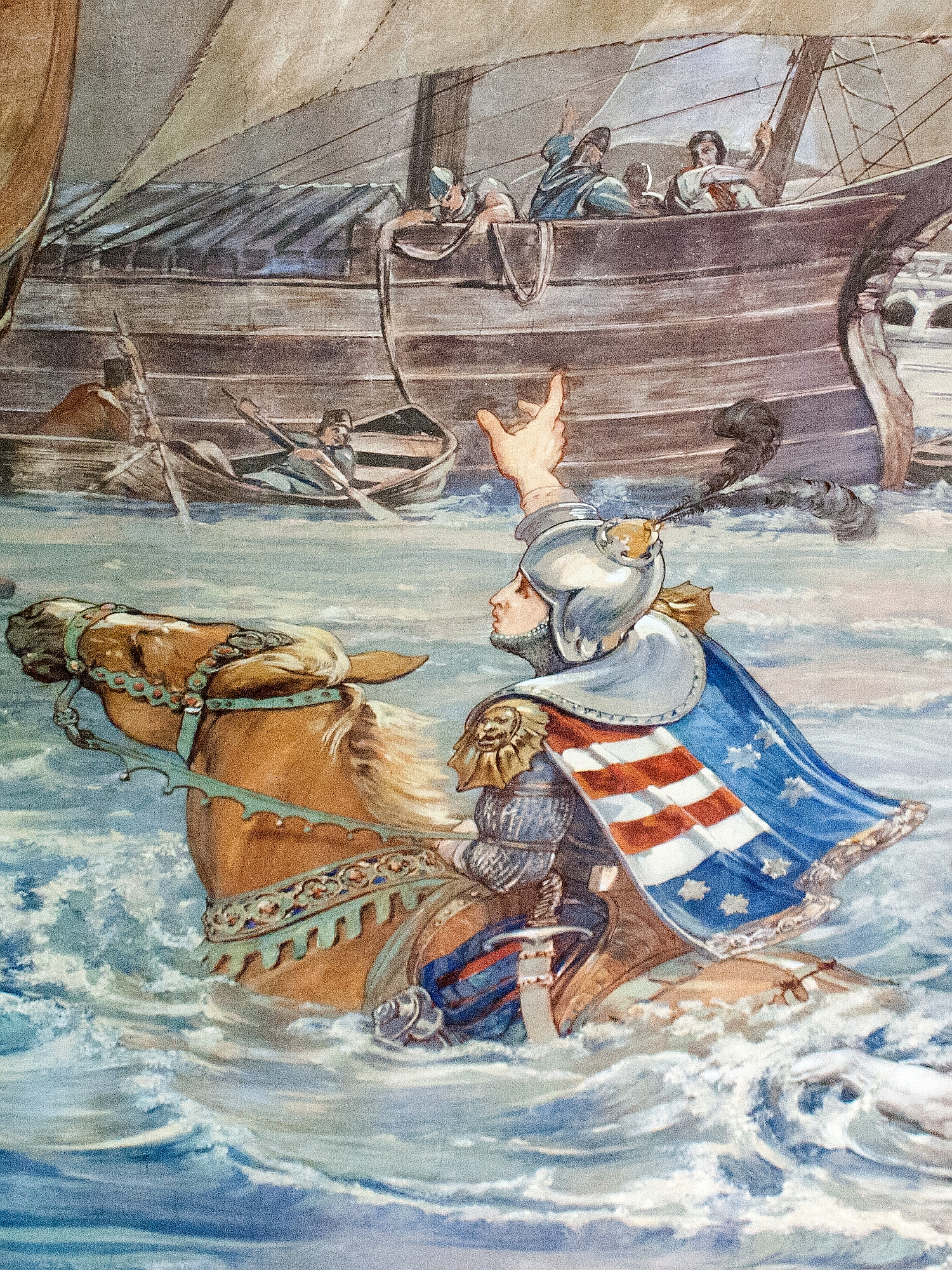
Nach der Schlacht bei Nikopolis entkamen Graf Hermann und König Sigismund 1396 nur mit Mühe über die Donau und wären fast ertrunken (Darstellung von Ferenc Lohr, 1896)

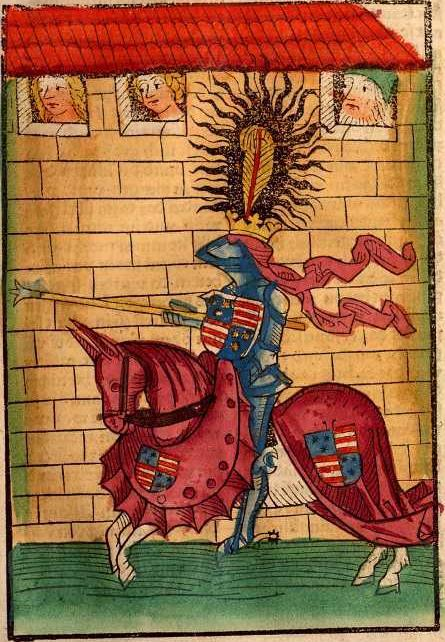
Darstellung Hermanns II. Konzil von Konstanz 1414–1418 (1483)

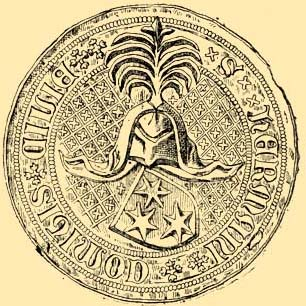
Siegel Hermanns II. (Skizze, 1896)

Hermann II. (* 1365; † 13. Oktober 1435 in Pressburg) war Graf von Cilli, Ortenburg und im Seger sowie seit 1406 erblicher Ban von Slawonien.

## Leben
Graf Hermann II. war der Sohn Hermanns I. († 1385) und der Katharina, einer Tochter des Königs Stjepan II. von Bosnien. Er wurde der eigentliche Machtbegründer des Hauses Cilli. 
Zusammen mit seinem Vater Hermann I. und seinem Cousin Wilhelm nahm Hermann 1377 im Gefolge von Herzog Albrecht III. von Österreich am Kreuzzug gegen die Samogiten teil. In der Schlacht von Nikopolis 1396 befehligte er das steirische Kontingent gegen die Türken. Zusammen mit Johann III. Burggraf von Nürnberg, deckte er die Flucht des Königs Sigismund von Ungarn und bewahrte ihn vor der Gefangenschaft. Nachdem die gerettete Gruppe zur See entkommen war, gelang es nach Umwegen am 21. Dezember 1396 in Ragusa zu landen und die Heimat zu erreichen. Nach der im Jahr 1401 erfolgten Gefangensetzung des Königs Sigismund durch die ungarischen Stände, erreichte Hermann von Cilli dessen Freilassung aus der Gefangenschaft des Palatins Nikolaus von Gara. Hermanns Tochter Anna wurde dafür später zur festeren Bindung an das Haus Gara mit dem Palatin vermählt. Bereits 1402 begleitete Hermann seinen König bei der Verhaftung des Königs Wenzel auf dem Hradschin. Im Jahre 1403 gründete der Graf das Kartäuserkloster Pleteriach (slowenisch Pleterje) bei Šentjernej in Unterkrain. Hermanns dreizehnjährige Tochter Barbara wurde 1405 mit Sigismund von Ungarn vermählt, er selbst zum mächtigsten Ratgeber des Königs. Die Initiative zu dieser Verbindung ging dabei von Sigismund aus, der sich den großen Einfluss des Grafen in Ungarn sicherstellen wollte. Die starke Bindung der Cillier zum Hause Luxemburg führte aber zur Entfremdung mit dem bisher verbundenen Haus Habsburg, welche beide die Vorherrschaft im pannonischen Raum anstrebten.
Als sein Sohn Friedrich II. 1422 seine Gattin Elisabeth Frankopan beseitigte, um seine Konkubine Veronika von Deschenitz heiraten zu können, wurde der Frangepan-Clan schwer brüskiert. Hermann II. verstieß seinen Sohn und wollte darauf den jüngeren Hermann als Nachfolger sehen, jedoch starb dieser bereits 1426 bei einem Jagdunfall. Hermann II. ließ Veronika 1425 auf Burg Osterwitz gefangensetzen und ertränken. König Tvrtko II. Tvrtkovic von Bosnien erklärte 1427 im Falle seines kinderlosen Todes, Hermann II. und seine männlichen Erben zu den Erben seines Königreiches. 
Um 1432 heiratete Hermanns Enkel Ulrich II. Katarina, Tochter des serbischen Despoten Georg Branković. Die starke Stellung der nicht landesstämmigen Cillier in Südungarn und ihr starker Einfluss beim König machte die Familie aber bei den ungarischen Ständen unbeliebt. Am 27. September 1435 wurde Graf Hermann in Preßburg durch Kaiser Sigismund gemeinsam mit seinem Sohn Friedrich II. und seinem Enkel Ulrich II. in den Reichsfürstenstand erhoben. Durch ausgeklügelte Heiratspolitik waren bereits große Teile des heutigen Slowenien und Kroatien in die Hand der Cillier. Als Herzog Friedrich V. von Österreich als Oberherr von Kärnten und der Südsteiermark diese Erhebung der Cillier als unberechtigten Eingriff in seine Landesrechte ansah, wurde er vom Kaiser Sigismund in scharfer Form zurechtgewiesen. Als Hermanns Enkel Ulrich II. 1456 bei einem Anschlag durch die Hunyadis umkam, war der Aufstieg des Hauses abrupt beendet.

## Nachkommen
Hermann II. hatte sich 1377 mit Gräfin Anna († vor 1396), Tochter von Heinrich VII. von Schaunberg vermählt und erbte deren Landbesitz, der Verbindung entstammten fünf Kinder:
- Friedrich II. (* 1379, † 1454), vermählt mit Elisabeth Frankopan
- Hermann III. (* um 1380, † 1426)
- Anna, (* um 1384, † 1439) 1402 vermählt mit Nikolaus von Gara
- Barbara (* 1392, † 1451), vermählt mit König Sigismund von Ungarn
- Elisabeth († 1426), vermählt mit Graf Heinrich von Görz

aus illegitimer, aber nachträglich legitimierter Beziehung des Grafen Hermann stammte:
- Hermann (1383–1421), Fürstbischof von Freising 1412–1421, Fürstbischof von Trient 1421